# Willy van de Wiel
Willy van de Wiel (Rijen, 15 april 1982) is een darter uit het Noord-Brabantse Rijen.

## Loopbaan
Van de Wiel nam in 2008 deel aan de Winmau World Masters en de Zuiderduin Darts Masters; voor de Zuiderduin Masters kreeg hij een wildcard omdat Remco van Eijden deze eerder had teruggegeven. In 2009 stond hij in de finale van de Dutch Open. Hij verloor van Darryl Fitton met 3-2. In 2009 stond hij voor het eerst op de Lakeside, het wereldkampioenschap darts van de BDO, waarin hij in de eerste ronde verloor van de winnaar van 2008 Mark Webster. In 2010 bereikte Van de Wiel de achtste finales, waarin hij met 4-1 verloor van de winnaar van 2009 Ted Hankey.
Met het Nederlands team won hij de WDF World Cup 2009 bij de landenteams. Op de WDF Europe Cup in 2010 haalde hij de finale in het singlestoernooi. Hij verloor de finale van Martin Phillips met 3-7.

## Resultaten op Wereldkampioenschappen

### BDO
- 2009: Laatste 32 (verloren van Mark Webster met 0-3)
- 2010: Laatste 16 (verloren van Ted Hankey met 1-4)
- 2011: Laatste 16 (verloren van Ross Smith met 1-4)
- 2012: Laatste 16 (verloren van Martin Atkins met 2-4)
- 2013: Laatste 32 (verloren van Scott Waites met 0-3)

### WDF
- 2009: Laatste 128 (verloren van Gary Elliott met 1-4)